# Василеопатор
Василеопатор — высший византийский титул, дословно означающий «отец императора».

## Этимология
Василеопатор в переводе с греческого дословно означает «отец василевса» т.е «отец императора».

## История
Титул был введён императором Львом VI в 888 — 889 годах для отца своей жены, армянина Стилиана Заутца. Позже этот титул носил будущий правитель Византии Роман I Лакапин, выдавший свою дочь за императора Константина Багрянородного.

## Известные представители
- Стилиан Заутца — византийский политик армянского происхождения.
- Роман I Лакапин — византийский император.